# Sgùrr Eilde Mòr
Sgùrr Eilde Mòr är ett berg i Storbritannien.   Det ligger i kommunen Highland och riksdelen Skottland, i den nordvästra delen av landet, 700 km nordväst om huvudstaden London. Toppen på Sgùrr Eilde Mòr är 1 010 meter över havet, eller 271 meter över den omgivande terrängen. Bredden vid basen är 1,9 km.
Terrängen runt Sgùrr Eilde Mòr är huvudsakligen kuperad, men åt nordväst är den bergig.Runt Sgùrr Eilde Mòr är det mycket glesbefolkat, med 4 invånare per kvadratkilometer. Närmaste större samhälle är Fort William, 15,1 km nordväst om Sgùrr Eilde Mòr. Omgivningarna runt Sgùrr Eilde Mòr är i huvudsak ett öppet busklandskap.